# Tom Dradriga
Tom Dradiga, né le 17 juin 1996, est un athlète ougandais spécialiste des 800 mètres. Il a remporté deux fois le titre de champion national en Ouganda avec un meilleur temps de 1min 44s74.

## Carrière
Tom Dradiga a commencé sa carrière en 2018 à l'intérieur du pays, atteignant un record personnel de 1 min 52s pour 800 m après une série de courses d'essai de la Fédération d'athlétisme de l'Ouganda.
Sa première percée a lieu en août 2019, lorsqu'il a améliore son meilleur bilan personnel de 1min 48s 50 à 1min 46s 84 en terminant deuxième à la réunion TBAC, derrière Abu Salim Mayanja.
En raison de la pandémie COVID-19 qui a annulé les grandes rencontres d'athlétisme en 2020 et 2021, le prochain meilleur personnel de Dradiga n'est pas arrivé avant mars 2022, avec 1min 46,58s pour remporter la première réunion d'essais nationaux à Kampala.
Le 25 mars 2022, Dradiga a remporté le Djibouti Meeting International, qui a servi de championnats d'athlétisme de Djibouti pour cette année-là, mais a également permis aux étrangers de concourir.
La saison de Dradiga lui a mieux qualifié pour les Championnats d'Afrique d'athlétisme de 2022, où il a progressé au-delà des Championnats d'Afrique d'athlétisme de 2022 - 800 mètres masculins au quart de finale à temps, mais a terminé sixième en demi-finale, ne parvenant pas à la finale. Après avoir remporté les championnats ougandais, Dradiga a représenté Ouganda aux Jeux du Commonwealth de 2022, où il a terminé 5e dans son 800 m de manche et n'a de nouveau pas progressé en finale.
En 2023, Dradiga remporte le « Meeting Desafio Nerja Restaurante Pulguilla Y Ayo » dans un meilleur personnel de 1min46s52. Un mois plus tard, Dradiga a fait la plus grande amélioration de sa carrière pour terminer 2e au Mémorial José Antonio Cansino dans la Castellón. Son temps de 1min 44s 80 a été une amélioration de près de deux secondes, le qualifiant pour les Championnats du monde d'athlétisme de 2023. Il a amélioré ce top personnel de 0,06 seconde de plus à la Meeting de Madrid un mois avant de se rendre à Budapest pour sa ronde des Championnats du monde.
En 2023 au Championnats du monde d'athlétisme - 800 mètres masculins  terminé 7e en 1min 48s 60 et n'a pas progressé vers les demi-finales.

## Vie personnelle
Dradiga est de la sous-région du Nil occidental de l'Ouganda. Jusqu'en 2022, il s'est entraîné dans le cadre du Uganda Wildlife Authority Athletics club, avec un groupe de sprinters entraînés par Edwin Kinalya.
En 2023, Dradiga a déménagé en Espagne et est devenu membre du Club Atletismo Unión Guadalajara, entraîné par Mario Peinado et Jesús Peinado. Il s'entraîne avec son compatriote ougandais Dismas Yeko, qui est également en compétition pour le club

## Palmarès
| Date | Compétition            | Lieu   | Résultat | Epreuve | Temps          |
| ---- | ---------------------- | ------ | -------- | ------- | -------------- |
| 2024 | Jeux africains         | Accra  | 4e       | 800 m   | 1 min 46 s 14  |
| 2024 | Championnats d'Afrique | Douala | 3e       | 800 m   | 1 min 46 s 01` |
| 2024 | Championnats d'Afrique | Douala | 7e       | 1 500 m | 3 min 44 s 11  |

## Records
| Épreuve | Temps         | Lieu    | Date            |
| ------- | ------------- | ------- | --------------- |
| 400 m   | 50 s 31       | Kampala | 4 juin 2022     |
| 800 m   | 1 min 44 s 74 | Madrid  | 22 juillet 2023 |
| 1 500 m | 3 min 44 s 11 | Douala  | 26 juin 2024    |

## Voir Aussi